# Chāojí dàguómín
Chāojí dàguómín é um filme de drama taiwanês de 1995 dirigido e escrito por Wan Jen. Foi selecionado como representante de Taiwan à edição do Oscar 1996, organizada pela Academia de Artes e Ciências Cinematográficas.

## Elenco
- Ko I-chen - Chen Cheng-l
- Yang Lin - Ko L-Sheng
- Sean Su
- Ming-Ming Sue - Ko Hsu-Chin